# Al Corley
Alford "Al" Corley (Wichita, 22 de maio de 1952) é um cantor dos anos 1980, ator e produtor estadunidense.

## Biografia
Filho de um ferreiro, cresceu em Springfield, no Missouri; enquanto estudava atuação, trabalhou como porteiro no  Studio 54; a atuação em peças e a busca por papéis em filmes o levaram para Los Angeles.
Corley ficou logo conhecido como o primeiro ator a representar o personagem Steven Carrington na comédia de costumes Dinastia no começo da década de 1980, mas ele logo abandonou o papel; foi substituído por Jack Coleman e os autores do enredo justificaram a transformação graças a uma operação plástica.
Em meados desta década ele viveu um romance com a cantora Carly Simon, bem mais velha que ele e recém-divorciada de James Taylor. O relacionamento não deu certo porque Carly queria que ele continuasse a carreira de cantor, e ele queria ter filhos mas ela, com duas crianças ainda novas, não estava disposta.
Ele teve uma relativamente bem sucedida e breve carreira de cantor e, depois, produtor teatral até que, junto a amigos, fundou a Neverland Films que, em 1992, produziu o filme Palmetto.
Casado em 1989 com a também atriz alemã Jessika Cardinahl, com quem teve três filhos, sendo que a mais velha - Sophie - é portadora da debilitante síndrome de Wolf-Hirschhorn; as outras duas filhas são Ruby e Clyde.
Sua amizade com Carly Simon continuou e, em 1997, ela compôs uma canção para Deadly Measures, outro filme de sua produtora.

## Filmografia

### Televisão
- Women at West Point (1979; filme para televisão)
- And Baby Makes Six (1979; filme para televisão)
- ABC Afterschool Specials]] (1979; 1 episódio)
- The Women's Room (1980; filme para televisão)
- The Love Boat (1980; 1 episódio)
- Dynasty (1981–82; 35 episódios)
- Bare Essence (1983; 2 episódios)
- Dynasty: The Reunion (1991; mini-série)
- Hamburger Gift (1992; filme para televisão)
- A Kiss Goodnight (1994; filme para televisão)

### Cinema
- Squeeze Play! (1979) (creditado como "Alford Corley")
- Honky Tonk Freeway (1981)
- Torchlight (1985)
- Alpha City (1985)
- Incident at Q (1986)
- Hard Days, Hard Nights (1989)
- Don Juan DeMarco (1994)
- Cowboy Up (2001)
- Scorched (2001)
- Bigger Than the Sky (2005) (também foi diretor)
- You Kill Me (2007)
- Stolen (2009) (também produtor)
- Kill the Irishman (2011)

## Discografia
- Square Rooms (1984)
- Riot of Color (1986)
- The Big Picture (1988)